# Jugo de lima

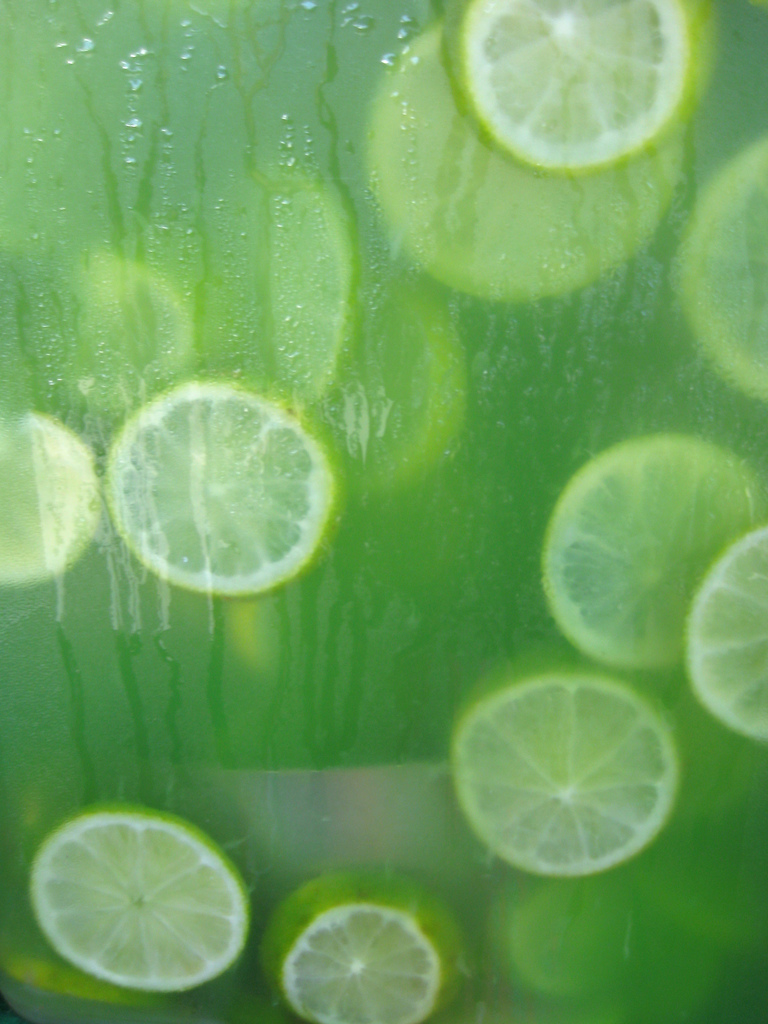
Jugo de lima fresco con limas cortadas.

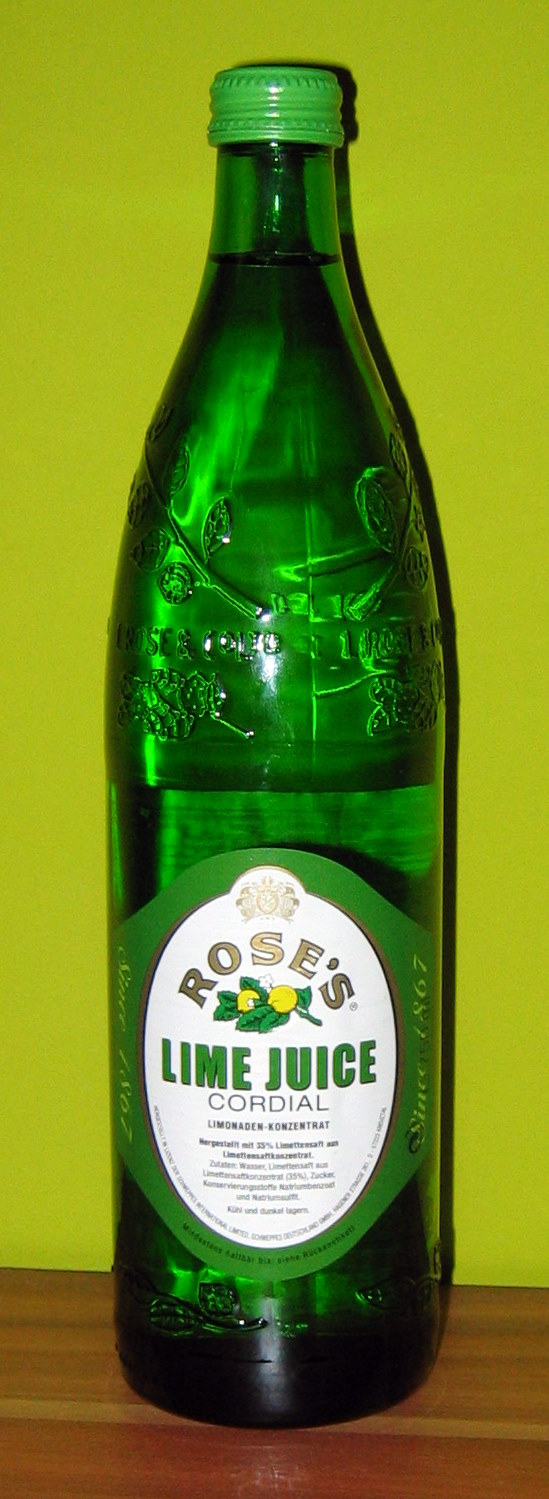
Botella de Rose's lime juice.

El jugo o zumo de lima es el jugo extraído de limas (Citrus × aurantifolia). Puede ser exprimido del limon fresco, o comprado en botellas en ambas variedades, sin azúcar y endulzado.
Su sabor suele ser ácido similar al del limón.

## Limada
El jugo de lima es usado para hacer limada.

## Cócteles
El jugo de lima (junto con el jugo de limón) es una parte importante de muchos cócteles. El jugo de limón, sin azúcar y endulzado, se utiliza respectivamente para los diferentes tipos de cócteles. La Rose's lime juice es una popular marca de jugo de lima endulzado. El jugo de lima también se utiliza en la mezcla sour'